# Goldgelbe Vergilbung

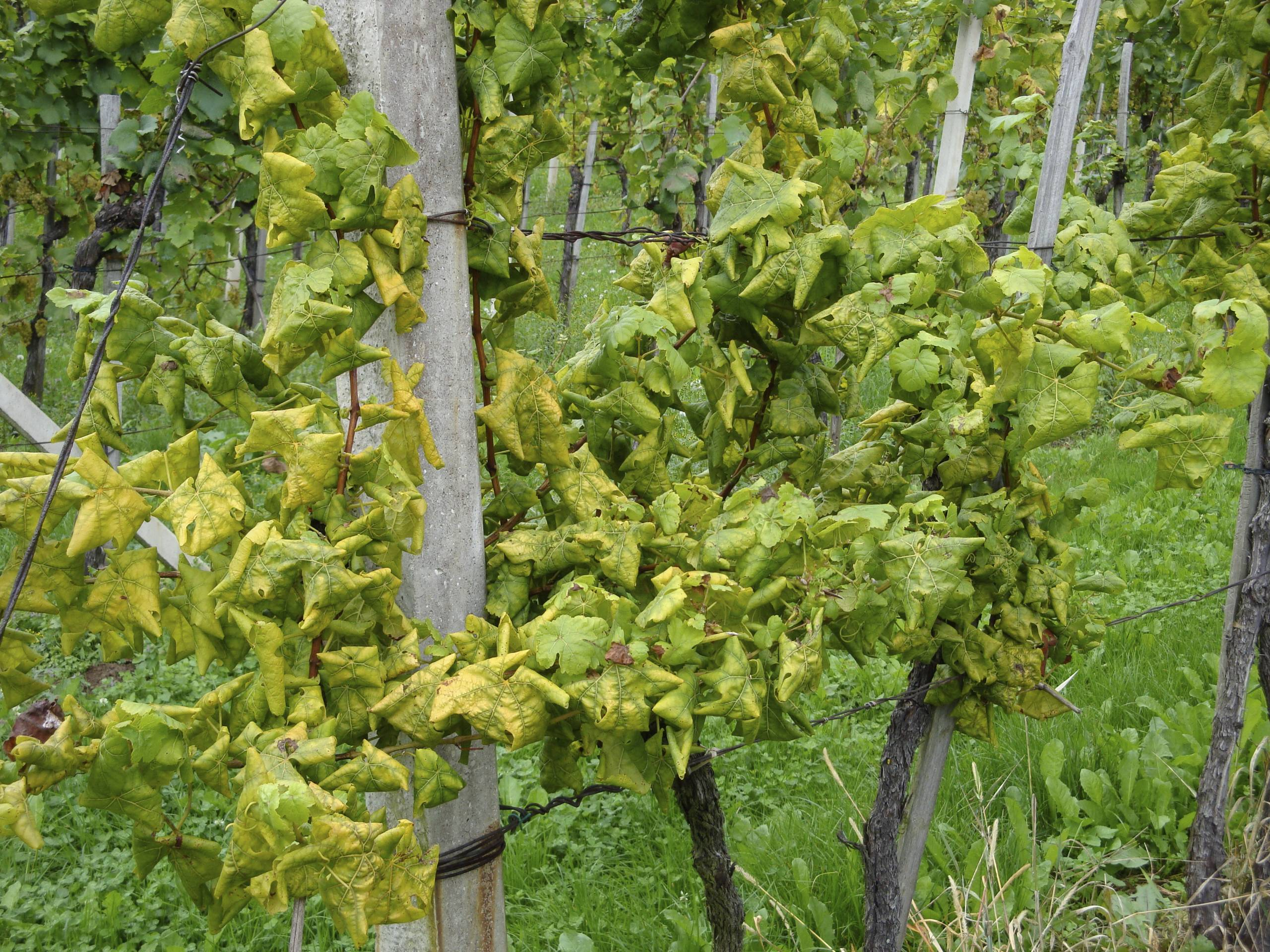
Befallener Rebstock (Sorte „Scheurebe“)

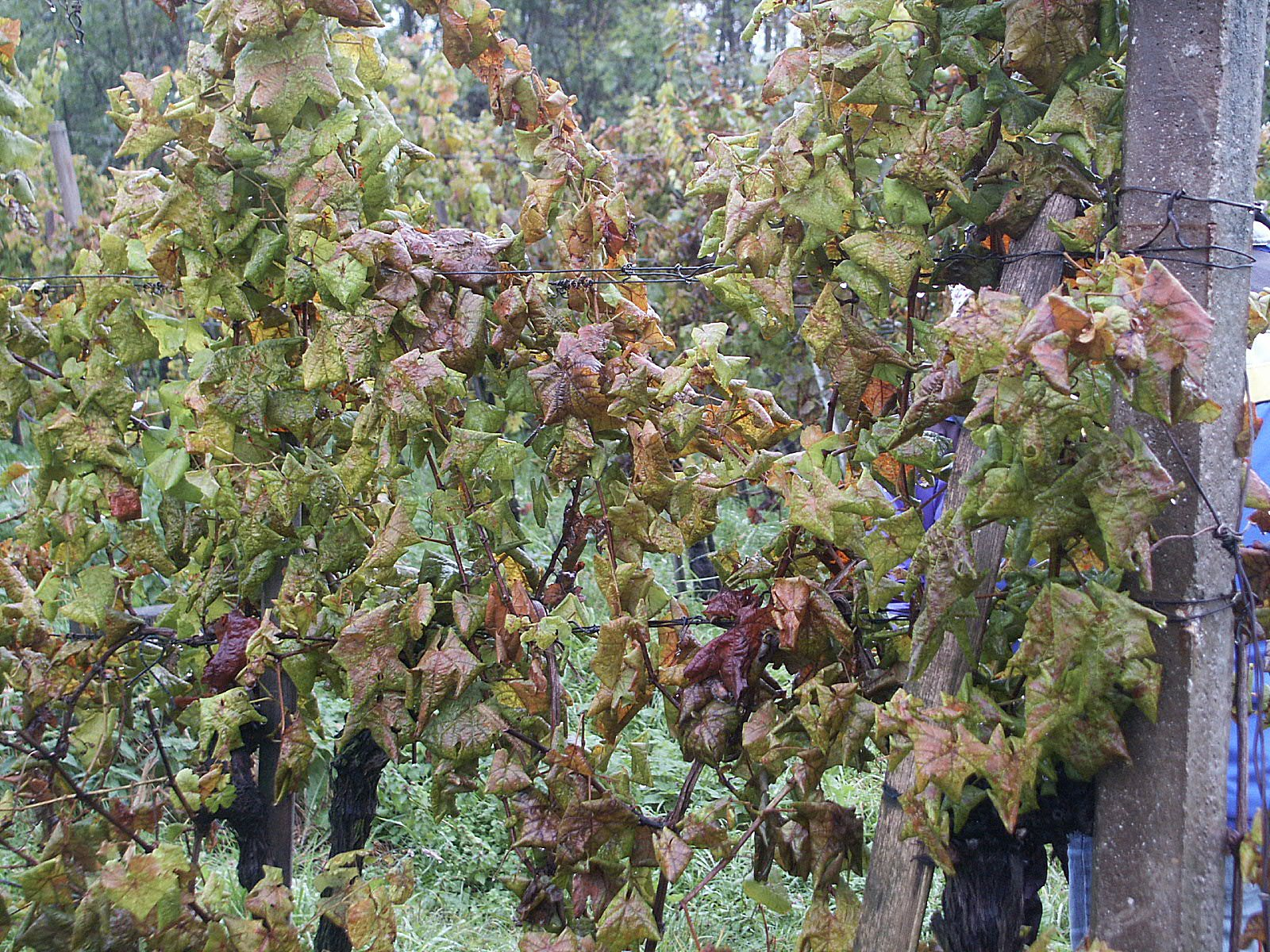
Sehr fortgeschrittene Blattsymptome (Scheurebe)

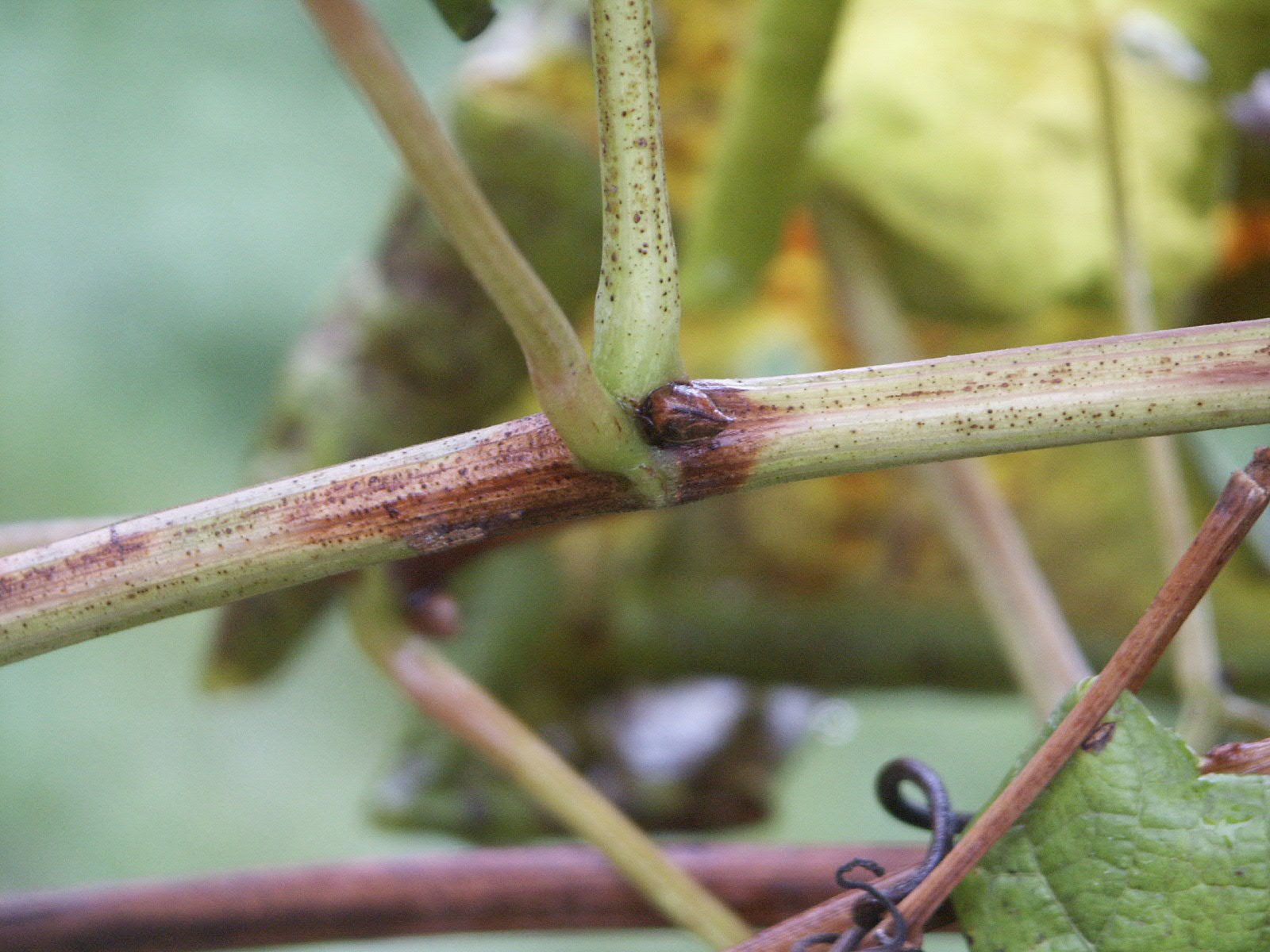
Triebsymptom (Scheurebe)

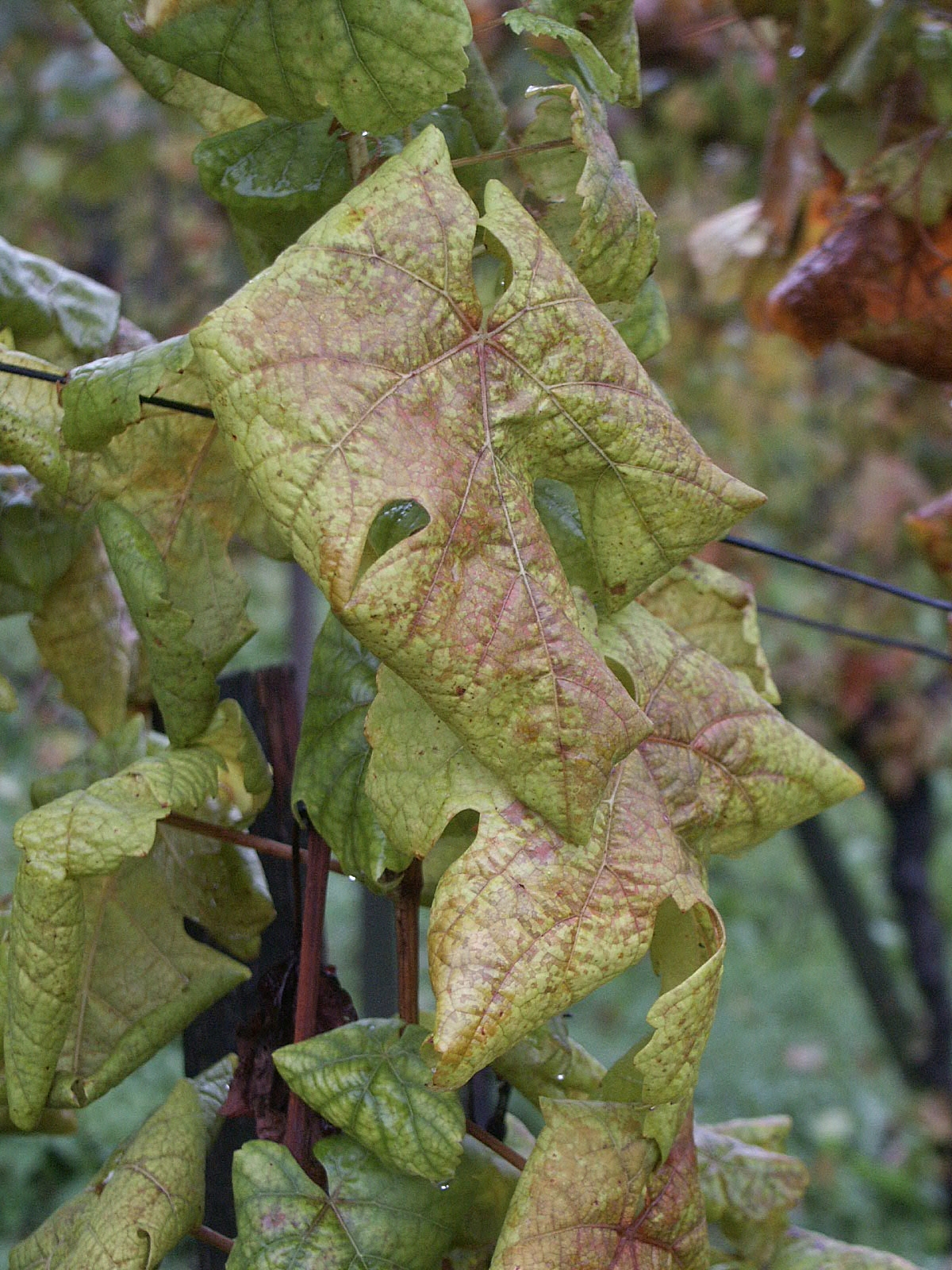
Blattsymptom (Scheurebe)

Die Goldgelbe Vergilbung  (französisch flavescence dorée) ist eine Rebkrankheit, die zur Familie der Vergilbungskrankheiten im Weinbau gehört. Sie gilt als erste bekannt gewordene Rebkrankheit, die auf eine Infektion durch Phytoplasmen zurückzuführen ist. Zuerst wurde sie im Jahr 1949 in der Region Armagnac an der Rebsorte Baco Blanc beobachtet.
Als Krankheitserreger wurde die Phytoplasma-Gattung „Candidatus Phytoplasma vitis“ isoliert. Einzig bekannter Vektor ist die Amerikanische Rebzikade (Scaphoideus titanus). Der Krankheitserreger vermehrt sich sowohl in der befallenen Rebe (im sekundären Phloem) als auch im Krankheitsüberträger. Neben der Amerikanischen Rebzikade sind inzwischen auch weitere Insekten, unter anderem die Orientzikade Orientus ishidae, als Träger des Phytoplasmas bekannt.

## Symptome
Die von der Goldgelben Vergilbung befallenen Reben bilden zunächst Krankheitssymptome am gesamten Stock. Neben der Vergilbung des Reblaubs (während das Laub weißer Rebsorten tatsächlich vergilbt, verfärbt es sich bei roten Sorten frühzeitig ins Rötliche) kommt es später zu einer Nekrotisierung der befallenen Areale. Die neuen Triebachsen verholzen nur unvollständig, so dass es zu Winterschäden an den Jungtrieben kommen kann. Falls der Befall der Rebe frühzeitig erfolgte, kommt es zu einer starken Verrieselung der Gescheine. Anderenfalls schrumpfen die Beeren und die Trauben trocknen ein. Beim Schrumpfen der Beeren stellt sich überdies ein sehr bitterer Geschmack ein.
Das Ausmaß der wahrnehmbaren Symptome hängt von mehreren Faktoren ab:
- die Schwere der Infektion,
- die Wüchsigkeit der Unterlagsrebe,
- die bordelaiser Rebsorten Cabernet Sauvignon und Sauvignon Blanc, aber auch Sangiovese, Chardonnay, Aramon und Alicante Bouschet zeigen die Symptome in ausgeprägter Art, während Merlot und Sémillon nur schwach reagieren.

Einen endgültigen Aufschluss über die Erkrankung liefert ein Labortest wie z. B. ELISA (= das immunologische Nachweisverfahren Enzyme-linked Immunosorbent Assay). Verwechselt werden kann die Goldgelbe Vergilbung mit der Schwarzholzkrankheit.
Die Symptome sind im Jahr der Infektion noch nicht sichtbar. Sie treten frühestens im Folgejahr, manchmal sogar erst 5 Jahre später auf. Scheinbar gesunde Rebstöcke können somit schon lange mit den Phytoplasmen infiziert sein. Unterlagsreben zeigen meist keine Symptome, so dass eine Kontrolle vor dem Verkauf der Ware dringend indiziert ist.

## Quarantänemaßnahmen
Alle infizierten Reben müssen aus dem Weinberg entfernt werden. Der Krankheitsüberträger, die Amerikanische Rebzikade, kann mit Insektiziden bekämpft werden. In Frankreich, Italien und Österreich ist die Bekämpfung der Goldgelben Vergilbung gesetzlich vorgeschrieben, da der wirtschaftliche Schaden erheblich sein kann.  Für die Pflanzenkrankheit, die Krankheitserreger und die Vektoren gelten innerhalb der EU Verbringungsverbote und weitere Maßnahmen für Quarantäneschaderreger.